# Gonçalo Ribeiro Telles
Pour les articles homonymes, voir Telles.
 (septembre 2014).
Si vous disposez d'ouvrages ou d'articles de référence ou si vous connaissez des sites web de qualité traitant du thème abordé ici, merci de compléter l'article en donnant les références utiles à sa vérifiabilité et en les liant à la section « Notes et références ».
Gonçalo Pereira Ribeiro Telles, né le 25 mai 1922 à Lisbonne et mort le 11 novembre 2020 à Lisbonne, est un architecte paysagiste et homme politique portugais. Il est une figure marquante de l'aménagement du territoire au Portugal. 

## Biographie
Diplôme de génie agricole et d'architecture du paysage de l'Institut supérieur d'agronomie de Lisbonne, il commence sa carrière comme assistant dans ce même institut, notamment auprès de Francisco Caldeira Cabral. Il est par la suite invité à participer à la création d'un diplôme d'architecture du paysage et d'ingénierie biophysique à l'université d'Évora.
Membre d'une organisation catholique de jeunes ruraux, il affirme son opposition au régime de Salazar lors d'interventions au Centre National de la Culture. Avec Francisco Sousa Tavares, il fonde en 1957 le Mouvement des monarchistes indépendants, qui deviendra par la suite le Mouvement des monarchistes populaires, à l'orientation politique anti-salazariste. En 1958, il apporte son soutien à Humberto Delgado pour les élections présidentielles. En 1967, lors des importantes inondations de Lisbonne, il conteste la politique urbaine alors en vigueur. En 1969, il se présente aux élections de l'Assemblée nationale portugaise dans la liste CEUD, démocrate, dirigée par Mário Soares, mais n'est pas élu. En 1971, il co-fonde le parti Convergence monarchique.
Après la révolution des Œillets d'avril 1974, il fonde le Parti populaire monarchiste et préside le Directoire. Secrétaire d'État à l'Environnement dans les Ier, IIe et IIIe gouvernements provisoires portugais, il participe à l'élaboration de la Constitution portugaise de 1976. Il rejoint l'Alliance démocratique en 1979, dirigée par Francisco Sá Carneiro. Député à l'Assemblée nationale, élu en 1980, 1983 et 1985, il rejoint le VIIIe gouvernement constitutionnel portugais en tant que ministre d'État à la Qualité de la vie. Il crée alors les statuts de zones agricoles et écologiques protégées, et jette les bases d'un plan directeur municipal. En 1984, il fonde le Mouvement Alfacinha, avec lequel il se présente candidat à la mairie de Lisbonne et est élu conseiller municipal. Il fonde en 1993 le Parti de la Terre (Partido da Terra), dont il est président d'honneur depuis 2007.
Il a notamment créé, avec António Viana Barreto, les jardins de la Fondation Calouste-Gulbenkian, pour lequel, en 1975, il reçoit ex-aequo le prix du Valmor remis par la municipalité de Lisbonne. Il projette également le Jardin Amàlia Rodrigues, ainsi que le parc Eduardo VII, en 1996. De 1998 à 2002, pour la mairie de Lisbonne, il coordonne l'équipe technique responsable d'un grand nombre de projets relatifs aux structures vertes primaires et secondaires, à Lisbonne et dans sa métropole : aménagement de la vallée de l'Alcântara et Radiale Benfica, de la vallée de Chelas, du parc périphérique, de la coulée verte Monsanto, ainsi que du principal espace vert de Lisbonne, sur les rives de son fleuve.

## Décorations
- Officier de l'ordre de Sant'Iago de l'Épée, 1969
- Grand-croix de l'ordre du Christ, 1988
- Grand-croix de l'ordre de la Liberté (Portugal), 1990
- Grand-croix de l'ordre de l'Infant Dom Henri, 2017

## Prix
- Prix Geoffroy-Jellicoe, la plus importante distinction internationale en matière d'architecture du paysage (2013)